# Du bist Deutschland

Logo

Du bist Deutschland war eine kontrovers diskutierte Social-Marketing-Kampagne, die auf positives Denken und auf ein neues deutsches Nationalgefühl zielte. Sie wurde im Rahmen der Initiative Partner für Innovation von 25 Medienunternehmen ins Leben gerufen und von Bertelsmann koordiniert.

## Allgemeine Daten
Initiator der Kampagne war Gunter Thielen, ehemaliger Vorstandsvorsitzender der Bertelsmann AG. Der erste Teil der Kampagne lief vom 26. September 2005 bis zum 31. Januar 2006. Im Zentrum der Kampagne stand ein 2-minütiger TV-Spot, der zum Kampagnenauftakt auf fast allen großen Fernsehkanälen nahezu gleichzeitig ausgestrahlt wurde. Ergänzend wurden großformatige Anzeigen in Printmedien, Flugblätter, Plakatierungen und bis zu zweiminütige Fernseh- und Kinowerbespots eingesetzt. Laut Presseprospekt handelte es sich um „die größte Social-Marketing-Kampagne in der Mediengeschichte der Bundesrepublik Deutschland“. Die Höhe des Werbevolumens wird offiziell mit 30 Millionen Euro beziffert. Da aber alle beteiligten Unternehmen und Darsteller auf ihr Honorar verzichteten, wurde diese Summe nicht ausgegeben, sondern ist nur eine Addition der anfallenden Kosten einer Kampagne eines solchen Umfangs.
Die Begleitmusik der Kampagne stammt vom US-amerikanischen Filmkomponisten Alan Silvestri und ist ursprünglich die Titelmelodie der Filmmusik zu Forrest Gump, die 1994 für den Oscar nominiert wurde.
Das für die Kampagne erstellte Piktogramm besteht aus drei Flächen, deren Farbgebung die deutschen Nationalfarben enthält. Es ist eine stilistische Ähnlichkeit zum Logo der Olympischen Spiele in Barcelona (1992) vorhanden, das, wie das Kampagnenlogo, eine voranschreitende Person darstellen soll.

## Inhalt
Erklärtes Ziel der Kampagne war, „Initialzündung einer Bewegung für mehr Zuversicht und Eigeninitiative in Deutschland“ zu sein und die Bundesbürger zu „mehr Selbstvertrauen und Motivation“ anzustoßen.
Im Kern der Kampagne stand ein sogenanntes Manifest, das zugleich im Zentrum des Werbespots war. Die bis zu zwei Minuten langen Spots zeigten größtenteils prominente Menschen an historischen, landschaftlichen und urbanen Schauplätzen. Diese trugen den Slogan der Kampagne Du bist Deutschland in verschiedenen Variationen vor: „Du bist das Wunder von Deutschland“, „Du bist der Baum“, sowie Sinnsprüche und Metaphern oder Vergleiche wie zum Beispiel „Dein Wille ist wie Feuer unterm Hintern“, die positive Gefühle auslösen und den Zuschauer spontan begeistern und mitreißen sollen.
Auszüge aus dem Manifest:

„Ein Schmetterling kann einen Taifun auslösen. Der Windstoß, der durch seinen Flügelschlag verdrängt wird, entwurzelt vielleicht ein paar Kilometer weiter Bäume. Genauso wie sich ein Lufthauch zu einem Sturm entwickelt, kann Deine Tat wirken. […] Dein Wille ist wie Feuer unterm Hintern. […] Doch einmal haben wir schon eine Mauer niedergerissen. Deutschland hat genug Hände, um sie einander zu reichen und anzupacken. Wir sind 82 Millionen. Machen wir uns die Hände schmutzig. Du bist die Hand. Du bist 82 Millionen. Behandle Dein Land doch einfach wie einen guten Freund. Meckere nicht über ihn […] Du bist Deutschland.“

## Resonanz
Eine von den Initiatoren bei der Gesellschaft für Konsumforschung (GfK) in Auftrag gegebene repräsentative Umfrage ergab, dass zwei Wochen nach Start der Kampagne 35 % der Befragten die Kampagne bis dahin bewusst wahrgenommen hatten. Von diesen sahen sich 54 % als „positiv angesprochen“ an. 23 % der Befragten gefiel die Kampagne nicht.
Weiterhin sprachen die Organisatoren von „rund 400 Firmen, Verbände[n] und Organisationen“ die sich an der Aktion beteiligen wollten; die Unterstützung durch Medienkonzerne (Liste siehe unten) mittels kostenloser Werbeplätze sowie die ebenfalls honorarfreie Beteiligung Prominenter zeigte außerdem den Rückhalt der Kampagne bei Firmen und Prominenz.
Auf der Homepage der Kampagne bestand die Möglichkeit, ein Foto von sich, verbunden mit seinem Namen und einer eigenen kleinen Botschaft, in eine Galerie der Unterstützer hochzuladen. Mehrere tausend Menschen nahmen dieses Mitmach-Angebot wahr.

## Medienpräsenz
Laut einer Schätzung im Vorfeld der Kampagne sollten 1,6 Milliarden mediale Kontakte mit den Bürgern erzielt werden. Dies entspricht einer rechnerischen Reichweite von 98 Prozent. Jeder Deutsche sollte durchschnittlich 16-mal erreicht werden. Das Mediavolumen (Stand 23. September 2005) setzte sich zusammen aus:
|                            | Zeitschriften         | Zeitungen                                                        | TV         | Kino                     | Plakat                               |
| Anzahl Auflage in Klammern | 40 Titel (26.072.300) | 8 überregionale Titel (2.195.600) 13 regionale Titel (2.854.800) | 11 Sender  | 1.866 Kinos in 343 Orten | 2.326 Mega-Lights (18/1) in 80 Orten |
| Kontakte in Mio. Pers.     | 625,5                 | 82,8                                                             | 761,3      | 32,4                     | 84,8                                 |
| Schaltvolumen in Euro      | 11.267.051            | 5.378.799                                                        | 12.500.000 | 984.998                  | 999.994                              |

## Träger der Kampagne
Fernsehen
ARD • Premiere • ProSiebenSat.1 • RTL Gruppe Deutschland • ZDF
Print
Axel Springer • Bauer Verlagsgruppe • Hubert Burda Media • Frankfurter Allgemeine Zeitung • Ganske Verlagsgruppe • Gruner + Jahr • Heise Medien Gruppe • Verlagsgruppe Georg von Holtzbrinck • Zeitungsgruppe Ippen • Verlagsgesellschaft Madsack • Motor Presse Stuttgart • Der Spiegel • Süddeutscher Verlag • WAZ-Mediengruppe • Zeitungsgruppe Stuttgart
Online
RTL Interactive • Tomorrow Focus • T-Online
Plakat
Ströer Out-of-Home Media
Kino
WerbeWeischer
Für die Kampagnenstrategie war die von André Kemper und Michael Trautmann gegründete Werbeagentur kempertrautmann und für die gestalterische Konzeptionierung die Werbeagentur Jung von Matt zuständig. Das „Kampagnenbüro“ leitet die Agentur fischerAppelt in Hamburg.

## Prominente Unterstützer der Kampagne
(Auswahl): Gerald Asamoah • Reinhold Beckmann • Rolf Brederlow • Yvonne Catterfeld • Sarah Connor • Wojtek Czyz • Justus Frantz und Orchester • Maria Furtwängler • Martin Hyun • Günther Jauch • Oliver Kahn • Walter Kempowski • Johannes B. Kerner • Oliver Korittke • Walter Lange • Florian Langenscheidt • Patrick Lindner • Sandra Maischberger • Xavier Naidoo • Minh-Khai Phan-Thi • Oliver Pocher • Dominic Raacke • Marcel Reich-Ranicki • Hans-Martin Rüter • Kool Savas • Harald Schmidt • Gabriele Strehle • Gerd Strehle • Ulrich Wickert • Anne Will • Martin Winterkorn • Katarina Witt

## Kritik

Persiflage auf das Logo der Kampagne

Kolumnisten verschiedener Zeitungen monierten, dem Slogan „Du bist Deutschland“ fehle als reiner „Gute-Laune-Kampagne“ der Inhalt. Die taz sprach davon, dass mittels einer „neoliberalen Wundertüte“ die „von Depressionen und Zukunftsängsten geschüttelten Deutschen wieder auf gute Laune getrimmt werden“ würden, während die Verantwortung von Staat und Wirtschaft für das „Schicksal des Landes“ dabei auf den Einzelnen abgeschoben werde.
Einige Autoren sahen in der Kampagne Parallelen zur Ideologie der Volksgemeinschaft. So sprach zum Beispiel Harald Jähner in der Berliner Zeitung von einer „Volkskörperrhetorik“, die die Kampagne gebrauche. Eine weitergehende Kritik betraf den im Rahmen der Kampagne als Vorbild herausgestellten Ferdinand Porsche, der zu jenen Industriellen gehörte, die KZ-Häftlinge als Zwangsarbeiter ausgenutzt hatten.
Bestätigt sahen sich einige dieser Kritiker, als herausgefunden wurde, dass die Nationalsozialisten die – allerdings auf Adolf Hitler gemünzte – Parole „Denn Du bist Deutschland“ während einer Kundgebung 1935 auf dem Ludwigsplatz in Ludwigshafen am Rhein nutzten. Die Historiker Hans Mommsen und Hans-Ulrich Wehler sahen die Kampagne wegen dieser „zufälligen Übereinstimmung“ (Mommsen) aber nicht als belastet an.
Das Webvideo Du bist Terrorist von 2009, das Gesetze zur inneren Sicherheit thematisiert, nahm Bezug auf die Kampagne, was zu Streitigkeiten zwischen der Agentur und dem Videokünstler führte.
Eine Fortsetzung der Kampagne mit dem Fokus auf ein „kinderfreundliches Deutschland“ wurde im Juli 2007 beschlossen.